# 佩特拉什夫卡 (克列緬丘格區)
49°0′37″N 33°45′28″E / 49.01028°N 33.75778°E
佩特拉什夫卡（烏克蘭語：Петрашівка），是烏克蘭的村落，位於該國中部波爾塔瓦州，由克列緬丘格區負責管轄，分別距離薩利夫卡0.5公里、羅博季夫卡和馬赫尼夫卡1公里，海拔高度67米，2001年人口108。